# Meridian Banja Luka
Meridian (code BLSE : MRDN-R-A) est une entreprise bosnienne de transport et d'expédition de fret. 